# Hartwig Hasselbruch
Hartwig „Hardy“ Hasselbruch (* 8. September 1955) ist ein deutscher Sportjournalist und ehemaliger Fußballspieler. 

## Leben
Hasselbruch bestritt zwischen 1978 und 1980 als Verteidiger insgesamt 32 Spiele für Arminia Hannover in der 2. Fußball-Bundesliga. Anschließend wechselte er zum TuS Syke.
1983 schloss er ein Studium an der Technischen Universität Hannover ab. Im Oktober 1986 wurde er Mitarbeiter der Fußballzeitschrift Kicker. Zu seinen Fachgebieten gehören der afrikanische Fußball (er berichtete unter anderem vom Afrika-Cup) sowie der französische Fußball. Von französischen Medien wird Hasselbruch oft zu Themen den Fußball in Deutschland betreffend befragt.
Im Rahmen seiner Tätigkeit für den Kicker war Hasselbruch auch an Buchveröffentlichungen beteiligt, darunter Sport-Ratgeber Fußball: mit 5-Stufen-Plan zum Erfolg (1992 erschienen), England 96. Die Fussball-EM und an Fußball-Jahrbüchern.